# Fisioterapia manual

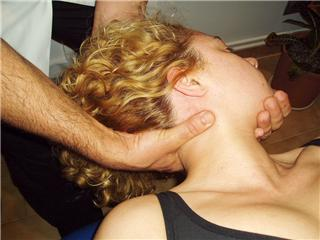
Fisioterapia

La fisioterapia manual es la especialidad de la fisioterapia en el ámbito de la ortopedia, que clásicamente se ha definido como el arte y la ciencia del tratamiento de las condiciones neuro-músculo-esqueléticas disfuncionales del ser humano, mediante manipulaciones manuales musculares y articulares analíticas basadas en el estudio biomecánico de las mismas, incluidas las de alta velocidad y corto rango de movimiento.
Otra definición corta para la fisioterapia manual es cualquier técnica administrada manualmente, usando el tacto, por un terapeuta con propósitos terapéuticos. La fisioterapia manual es utilizado como tratamiento conservador para el tratamiento del síndrome de dolor miofascial (SDM), asociado a la presencia de puntos de gatillo miofasciales (PGMs) en la musculatura esquelética. Las técnicas utilizadas son: masoterapia, facilitación neuromuscular propioceptiva (FNP), manipulación articular, terapia combinada, entre otras.

## Aproximación histórica
Aunque por ello participa de algunos de los principios de las mismas, las numerosas escuelas de pensamiento en Fisioterapia Manual han desarrollado tal especificidad, que se podría decir sin ambages que actualmente es una terapia distinta a todas aquellas, tanto en la comprensión, como la conceptualización y el tratamiento de las condiciones patológicas del sistema neuro-músculo-esquelético del movimiento humano. 
Desde el abandono por parte de la Medicina oficial de las artes y técnicas manuales en la Edad Media (véase "Historia" en la voz fisioterapia), la Medicina Manual quedó relegada al ámbito del curanderismo y de los cirujanos-barberos.
Sin embargo, ya en pleno siglo XIX, uno de los cirujanos más prestigiosos de la época como era Paget, aconsejaba a sus colegas que estudiasen y rescatasen las antiguas prácticas de los Algebristas.
Heredero de la nueva perspectiva señalada por Paget, y conocedor de la Osteopatía de Taylor Still, la personalidad médica que dio el impulso definitivo a la inclusión en el mundo académico de la medicina manipulativa fue el Dr. Mennell, en el primer tercio del siglo XX. Con el quedó instaurada la llamada Medicina Manual.
Uno de sus discípulos más destacados fue el Dr. James Cyriax. Tras unos años iniciales de rechazo e incluso desprecio a este tipo de medicina, poco a poco fue abrazando su estudio, hasta el punto de desarrollar su propia praxis de Medicina Manual.
El Dr. Cyriax, activo defensor del rol del fisioterapeuta, siempre se acompañó de un buen número de estos profesionales a los que defendía en contra de la opinión médica imperante en la época, como perfectamente capacitados para realizar las manipulaciones articulares con impulso. 
En el Dr. Cyriax confluyen pues las tradiciones de Medicina Manual, desde un paradigma netamente médico, con el estudio de la tradición osteopática, de la que paulatinamente se fue alejando. Cyriax tuvo numerosos y brillantes estudiantes fisioterapeutas. Fue precisamente su apuesta personal por estos profesionales como agentes de primer orden en el tratamiento ortopédico, lo que supuso el impulso definitivo que abriría las puertas a los fisioterapeutas de la terapia manipulativa recién recuperada a la medicina científica y académica.
Si bien Cyriax era la figura de actuó como crisol de conjunción de las tradiciones médicas y osteopáticas en el ámbito de la Terapia Manual, su apuesta por los fisioterapeutas pronto conllevó el nacimiento de una tercera evolución de esta disciplina. Una tercera evolución que no será médica, ni osteopática, sino que será la visión propia y diferenciada de la Fisioterapia: la terapia manual dentro del paradgima del movimiento y la función.
Así, algunos de sus más destacados discípulos, evolucionaron hacia nuevos planteamientos y acabarían diseñando y desarrollando sus propios y genuinos enfoques de lo que se empezó a llamar, por su propia formación, "fisioterapia manipulativa articular", "fisioterapia manual" o simplemente, "terapia manual". 
Entre ellos destacan fisioterapeutas de la talla de Kaltenborn y Evjenth (escuela nórdica) con su completo sistema de Terapia Manual Ortopédica (OMT); su discípulo, el neozelandés Brian Mulligan desarrolló un concepto de terapia articular propio basado en el estudio del movimiento articular en diferentes rangos de movimiento.
Por su parte, en Australia, Geoffrey Maitland inició el concepto terapéutico que lleva su mismo nombre, fundamentado en el llamado Razonamiento Clínico. 
Las escuelas y centros formativos de estos conceptos de Fisioterapia Manipulativa, están hoy arraigados con gran difusión por todo el mundo.
La excelencia de la formación en Fisioterapia Manual está hoy día regulada por la Federación Internacional de Terapeutas Manipulativos (IFOMT, en inglés), que es una sociedad científica dependiente de la Confederación Mundial por la Fisioterapia (WCPT).
En Europa, una mención especial merece la llamada Fisioterapia Analítica desarrollada por el fisioterapeuta belga Prof. Raymond Sohier, que si bien prescinde del impulso manipulativo, logra la rearmonización articular mediante maniobras manuales muy suaves basadas en un profundo análisis de la biomecánica y la patomecánica del aparato locomotor.

## Perspectiva actual: Fisioterapia Manual Contemporánea-Fisioterapia Manual Ortopédica
En los últimos años, la fisioterapia manual ha realizado una fuerte apuesta por la objetivación de sus planteamientos y resultados y la evidencia científica. Cada vez son más los estudios científicos publicados en revistas de impacto sobre la especialidad. 
La fisioterapia manual ha ampliado sus fronteras de las técnicas manuales articulares puramente pasivas y ha integrado los conceptos de neurodinámica y de ejercicio terapéutico basado en la evidencia, lo cual está adecúa la especialidad a la realidad clínica y está en sintonía con los avances científicos.
Los recientes avances en neurociencia, conllevan el abandono del esquema cartesiano del dolor y la discapacidad propias del modelo biomédico clásico, e instan a las ciencias médicas a abrazar un nuevo paradigma psicobiosocial. 
Bajo este nuevo modelo, la Fisioterapia Manual Contemporánea del siglo XXI se define como la subespecialidad de la fisioterapia que se encarga de la valoración y tratamiento clínico, apoyado en la evidencia científica externa, de las condiciones neuro-músculo-esqueléticas del ser humano que cursen con dolor, discapacidad o alteraciones del sistema de movimiento, desde un paradigma psicosocial.
Por ello, la IFOMT ha estandarizado recientemente ([2004]), la definición de Fisioterapia Manual Ortopédica desde una perspectiva contemporánea como:

El área de especialización en fisioterapia para el manejo de condiciones neuro-músculo-esqueléticas basada en el razonamiento clínico, que utiliza abordajes terapéuticos de alta especificidad, incluyendo técnicas manuales y ejercicios terapéuticos.

La Fisioterapia Manual Ortopédica esta avalada por la evidencia científica y clínica y considera a cada paciente dentro de un paradigma psicobiosocial.